# Rofelewand
De Rofelewand is een 3353 meter hoge bergtop in de Ötztaler Alpen in het Oostenrijkse Tirol.
De berg is gelegen in de Kaunergrat, ten noorden van de Verpeilspitze, tussen het Pitztal en het Kaunertal in. De berg heeft twee toppen en heeft dankzij zijn ligging en uiterlijk de bijnaam Matterhorn des Kaunergrats, de Matterhorn van de Kaunergrat.
De eerste beklimming van de berg geschiedde in 1873 door een vijftal klimmers, te weten Theodor Petersen, I. Müller, K. Neuner, A. Neururer en C. Benzien (waarbij van laatstgenoemde niet zeker is of hij inderdaad deel uitmaakte van deze groep) onder leiding van drie berggidsen, Alois Ennemoser, J. Kirschner en G. Rauch. In 1894 beklom Otto Melzer de oostelijke top van de Rofelewand voor het eerst.
Startpunt voor een beklimming van de top is meestal de Verpeilhütte. Vanaf hier gaat het via de gletsjers Schweikertferner en Totenferner via een gevaarlijke ijsgeul aan de zuidzijde naar de top. De moeilijkheidsgraad van de klim is erg afhankelijk van de staat van deze ijsgeul. De geul heeft al meerdere levens geëist, waaronder die van de bergbeklimmer Günter Hafele, die er op 19 juni 2000 dodelijk verongelukte.
De moeilijkheidsgraad van de klim via de ijsgeul is volgens de literatuur II. De klimtijd bedraagt vier à vijf uur. Ook een klim vanuit Piösmes in de gemeente Sankt Leonhard im Pitztal kent als moeilijkheidsgraad II, maar aangezien vanaf hier 2000 hoogtemeters moeten worden overwonnen, is de duur van de klim aanmerkelijk langer (zes tot zeven uur).
Er zijn ook nog enkele andere routes naar de top, te weten via de oostkam (IV, 8-10 uur), de zuidelijke zijde (II, vermijding van de ijsgeul) en de noordoostwand (vermoedelijk V). Deze zijn echter alle minder gebruikelijk dan de routes via de ijsgeul.